# جنگ‌افزار زیستی

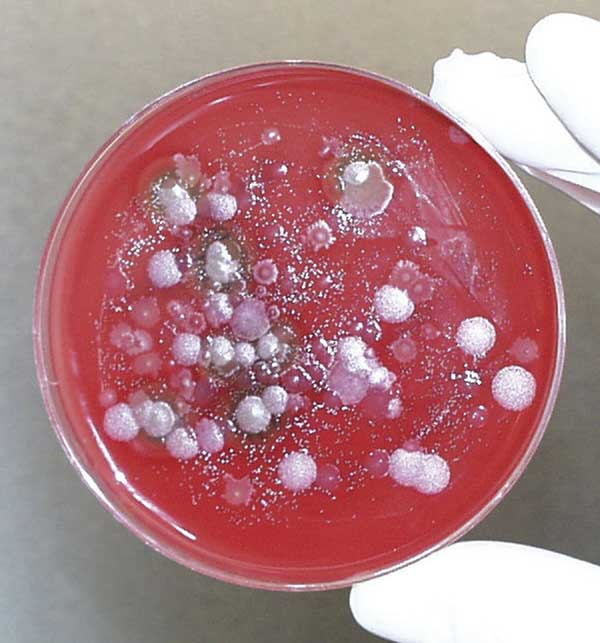
باسیل سیاه‌زخم

جنگ‌افزار زیستی یا جنگ‌افزار بیولوژیک، به هر نوع ترکیب بیماری‌زا شامل باکتری، ویروس، پروتوزون، انگل یا قارچ گفته می‌شود که به عنوان سلاح با هدف آسیب به دشمن از آن استفاده شود.
تاکنون بیش از ۱۲۰۰ نوع عامل زیستی با قابلیت استفاده به عنوان سلاح شناسایی شده و مورد مطالعه قرار گرفته‌اند. کنوانسیون سلاح‌های بیولوژیک (۱۹۷۲) یک معاهده بین‌المللی است که کاربرد و ذخیره‌سازی این سلاح‌ها را ممنوع کرده‌است. ۱۶۵ کشور دنیا این معاهده را امضا کرده‌اند. با این حال بسیاری از کشورهای دنیا با مقاصد دفاعی به تحقیق در مورد این سلاح‌ها مشغولند.
یک گزارش کنگره آمریکا در سال ۲۰۰۸ کشورهای چین، کوبا، مصر، آمریکا، اسرائیل، کره شمالی، روسیه، عربستان و تایوان را به عنوان کشورهایی معرفی کرده که تصور می‌شود سلاح‌های میکروبی را برای برنامه‌های تهاجمی خود در اختیار دارند.